# Kemiri (Tulung)
Kemiri is een bestuurslaag in het regentschap Klaten van de provincie Midden-Java, Indonesië. Kemiri telt 2086 inwoners (volkstelling 2010).